# 19288 Egami
19288 Egami este o planetă minoră (asteroid), cu un diametru de 8,99 km, din centura de asteroizi. A fost descoperită pe 20 martie 1996 la Kitami de Kin Endate. 
Obiectul prezintă o orbită caracterizată de o semiaxă mare de 2,5742145 UAi, o excentricitate de 0,12, o înclinație de 15,51966 ° în raport cu ecliptica.